# Tatsuya Kumagai
Tatsuya Kumagai (født 25. september 1992) er en japansk fodboldspiller.
Han har spillet for flere forskellige klubber i sin karriere, herunder Blaublitz Akita.